# Brianne Folds
Brianne Michelle Folds (Lakeland, 25 januari 1998) is een Amerikaans voetbalspeelster.
In januari 2020 werd Folds door North Carolina Courage geselecteerd in de jaarlijkse draft pick. Vanwege de Covid19-pandemie trainde ze maar een week bij Courage.
In de zomer van 2020 tekende ze een tweejarig contract voor Göteborg FC.
Zij speelde van juni tot december 2020 voor Göteborg FC in de Zweedse Damallsvenskan-competitie, dat jaar werd zij met Göteborg FC kampioen. In december 2020 stopte de club met voetbal op de hoogste divisie, en moeten alle speelsters op zoek naar een nieuwe club.

## Statistieken
| Seizoen | Club        | Land   | Competitie     | Wedstrijden | Doelpunten |
| ------- | ----------- | ------ | -------------- | ----------- | ---------- |
| 2020    | Göteborg FC | Zweden | Damallsvenskan | 6           | 0          |
| Totaal  | Totaal      | Totaal | Totaal         | --          | --         |

Laatste update: december 2020

## Interlands
Folds kwam uit voor het Amerikaans nationaal vrouwenelftal O23.